# 文昌模
文 昌模（ムン・チャンモ、朝鮮語: 문창모、1907年4月23日 - 2002年3月9日または3月13日）は、日本統治時代の朝鮮および大韓民国の独立有功者、医師、政治家。第14代韓国国会議員。韓国で初めてクリスマス・シールの発行を主導した人物である。
本貫は南平文氏。号は野声。プロテスタントメソジスト派の信者。

## 経歴
平安北道宣川郡南面または黄海道海州郡出身。故郷の三峰公立普通学校、定州五山中学校を経て、1927年培材高等普通学校卒、1931年セブランス医学専門学校（現・延世大学校）卒。医学博士、法学博士、政治学博士。培材高普在学中に学生キリスト青年会会長を務め、1926年6月、5年生として6・10万歳運動に参加したが、弾圧を受けた。その後、ソウル市内の高等普通学校の代表たちと会って、第2の6・10万歳運動挙事計画について協議したが、まもなく検挙された。同月30日、京城地方法院で起訴猶予処分を受けて釈放された。
医専卒業後はしばらく京城帝国大学医科大学耳鼻咽喉科で副手（助教）を務めたが、1932年から海州で活動し、海州救世病院で勤務し、ホールという医療宣教師の下でクリスマス・シールを発行して結核退治運動を展開した。その後、1934年から平壌連合キリスト教病院医師、黄海道甕津郡龍湖島公医、新義州カン・ヘリョン病院医師を経て、1937年に海州で平和医院を開業した。1940年、閉鎖の危機に陥った救世病院のために個人病院を処分し、再び救世病院の医師になったが、6ヶ月後に救世病院が当局により閉鎖されたことで再び個人病院を開業し、解放まで海州で診療活動を行った。一方、キリスト教徒として1938年に監理教会総会の代議員として活動したが、尹致昊・鄭春洙らが朝鮮の監理教会を日本メソジスト教会の傘下に置こうとすることに不満を持ち、反対闘争を展開した。その後、鄭春洙は国民総力朝鮮キリスト教監理会連盟の名義で国内組織を解体し、日本キリスト教朝鮮革新団を創立しようとすると、1942年10月に海州代表として総会に出席し、李奎甲・趙信一らと共に鄭春洙の不信任案を決議した。
解放直後は海州建国準備委員会委員長兼海州市長を務めたが、まもなく共産主義化を恐れて越南し、1946年に京畿道立仁川病院長、1947年に馬山国立結核療養所長、1949年にソウルセブランス病院長を歴任した。1949年からクリスマス・シールの再発行を始めたが、1950年の朝鮮戦争によりセブランス病院が巨済島に移転され、途中の原州郡や清道郡で避難民診療所を開設した。1952年のソウル収復後、破壊された南大門病院の修復に参加した。1953年に大韓結核協会を創設し、初代事務総長を務めた。1954年にセブランス病院長を辞任し、アメリカインディアナポリスメソジスト病院レジデント課程を修了した後、1957年に国際大学初代学長、1959年に原州基督病院初代院長を歴任した。1964年に原州で文耳鼻咽喉科医院を開業し、2001年3月までの43年間、現役の医師として活動していた。他はキリスト教の元老としてソウル東大門教会と原州第一教会で長老を務め、監理教会本部社会局委員長として驪州驪光院をはじめとする40以上の孤児院、保育園や老人ホームを設立・支援したほか、キリスト医師会創設者、医療宣教会創設者、仁川キリスト教病院・仁川看護保健専門大学・安山専門大学理事長、初代ロータリークラブ373地区総裁、セビッ学院理事長も務めた。政界では1958年の第4代総選挙と1963年の第6代総選挙で落選した後、1992年の第14代総選挙では鄭周永の推薦で統一国民党の名簿1番として全国区から国会議員に当選し、国会保健福祉委員会委員を務めた。
1985年に国民勲章牡丹章、1989年に大統領表彰、1995年に建国褒章を受章。現役医師を引退した翌年の2002年、95歳で亡くなった。同年に国民勲章無窮花章を追叙された。

## エピソード
1992年の第14代総選挙で国会議員に当選した時の年齢は85歳（数え年86）であり、2024年現在まで実施された総選挙のうち、最高齢での国会議員当選者として記録されている。